# Ilhéu das Cenouras
O Ilhéu das Cenouras é um ilhéu português a nordeste da ilha do Porto Santo, na Região Autónoma da Madeira, do qual dista aproximadamente de 430 m. O ponto mais alto mede 109 m. É um ilhéu rochoso, com uma área de 4,8 hectares, cobertos por arbustos e flora costeira da Macaronésia, razão pela qual se encontra protegido pelo PDM, pela Rede Natura 2000 e é, ainda, parte integrante do Parque Natural da Madeira.